# Schwarzachsel-Haubentangare
Die Schwarzachsel-Haubentangare (Tachyphonus delatrii), auch Schwarzachselhaubentangare oder Schwarzachseltangare, ist eine in Süd- und Mittelamerika verbreitete Vogelart der Gattung der Schwarztangaren (Tachyphonus) aus der Familie der Tangaren (Thraupidae).

## Merkmale
Die Schwarzachsel-Haubentangare erreicht eine Körperlänge von etwa 14,5 Zentimeter bei einem Gewicht von ca. 19 Gramm. Das Männchen ist überwiegend schwarz gefärbt und hat eine lohfarbene aufrichtbare Krone. Das Weibchen ist auf der Oberseite dunkel- bis olivbraun. Die Unterseite ist unmerklich blasser. Der Schnabel und die Beine sind bei beiden Geschlechtern schwarz.

## Verbreitung und Lebensraum
Die Schwarzachsel-Haubentangare verfügt über ein großes Verbreitungsgebiet, das die südamerikanischen Staaten Ecuador und Kolumbien sowie in Mittelamerika Panama, Costa Rica, Nicaragua und Honduras umfasst. Der Bestand wird von der IUCN als nicht gefährdet (Least Concern) eingeschätzt.
Man findet die Art normalerweise in den mittleren Stratifikationsschichten von dichten feuchten Wäldern. Hier bewegt sie sich in den Tiefebenen und Gebirgsausläufern von Meereshöhe bis in Höhen von 1200 Meter. Hin und wieder verirrt sie sich in angrenzende hochgewachsene Sekundärvegetation.

## Verhalten
Meist ist die Schwarzachsel-Haubentangare in lauten Scharen bis zu 20 Vögeln unterwegs. Dabei begleitet sie auch Baumsteiger, Töpfervögel und andere Vogelarten. Häufiger Begleiter ist auch die überwiegend paarweise auftretende Weißkehl-Würgertangare (Lanio leucothorax). Der Vogel ist sehr aktiv. Das gilt auch bei der Futtersuche. Dabei hängt er auf der Suche nach Insekten wie Ameisen, Grillen und Käfern teils akrobatisch an den Bäumen und Ästen. Neben Insekten gehören die Früchte von Schwarzmundgewächsen wie beispielsweise Ossaea zu ihrer Nahrung. Das Nest ist kelchförmig, wobei eine Seite etwas höher gebaut wird, so dass sie wie ein Schutzdach fungiert. Das Gelege besteht üblicherweise aus zwei hellgrünen Eiern. In der Brutzeit trennen sich die Paare von den Gruppen.

## Etymologie und Forschungsgeschichte
Die Erstbeschreibung der Schwarzachsel-Haubentangare erfolgte 1847 durch Frédéric de Lafresnaye unter dem noch heute gültigen wissenschaftlichen Namen Tachyphonus delatrii. Bereits 1816 hatte Louis Pierre Vieillot die Gattung Tachyphonus für die Schwarztangare (Tachyphonus rufus (Boddaert, 1783)) ein. Das Wort ist griechischen Ursprungs und leitet sich aus den Worten „takhus ταχυς“ für „acnell“ und „phōneō φωνεω“ für „sprechen“ ab. Das Artepitheton ehrt den Entdecker der Art Adolphe Delattre.